# Рожева ретроспекція
Рожева ретроспекція — це імовірне психологічне явище пригадування минулого у привабливіших барвах, ніж воно було пережито насправді.
Вкрай ненадійна природа людської пам'яті добре задокументована і визнана серед психологів. Деякі дослідження пропонують вислів «блакитна ретроспектива», яка також про перебільшення негативних вражень.
Втім, це когнітивне упередження, яке спотворює погляд людини на реальність, припускається, що рожева ретроспекція корисна для підвищення самооцінки та відчуття добробуту.
Спрощення та перебільшення спогадів, як-от у рожевій ретроспекції, можуть полегшити для мозку зберігання довгострокових спогадів, бо видалення подробиць може зменшити тягар цих спогадів, вимагаючи створення та підтримки меншої кількості нейронних зв'язків.
Деклінізм, схильність дивитися на минуле більш прихильно, а на майбутнє більш негативно, може бути пов'язаний із когнітивними упередженнями, такими як рожева ретроспекція.
Рожева ретроспекція дуже тісно пов'язана з концепцією журби, хоча ширше явище журби (або ностальгії) зазвичай не розглядається як щось ґрунтовне на упередженому погляді.
Англійський вислів «рожеві окуляри» або «трояндові окуляри» означає сприйняття чогось більш привабливо, ніж воно є насправді.
Римляни інколи називали це явище латинським висловом «memoria praeteritorum bonorum», що тлумачиться англійською мовою як «пам'ять про добре минуле», або більш розмовно як «старі добрі дні».

## Дослідження
В одній низці експериментів три групи, які йшли у різні відпустки, були опитані до, під час та після відпустки. Більшість дотримувалися моделі первинного позитивного очікування, а згодом легкого розчарування. Загалом переважна частина піддослідних сприйняли події через деякий час після того, як події відбулися, більш прихильно, ніж під час їх переживання.
Пара досліджень 2003 року відстежувала 68 і 117 студентів, припускаючи, що рожева ретроспекція спричинена високою самооцінкою. Учасники записували події дня та пов'язані з ними емоції щовечора протягом семи ночей. Пізніше вони згадали свої емоції, коли їх запитали про ці події. Ті, хто має вищу самооцінку, згадували, що їхні позитивні емоції були сильнішими, ніж вони записували в щоденник. Вони також не сильніше згадували свої негативні емоції. Однак цей підсумок дослідження був різним за мірою прояву і не відбувався послідовно.
Дослідження 1995 року спостерігало за 30 працюючими дорослими протягом 2 робочих тижнів, запропонував їм повідомляти про свій настрій кожні 2 години під час бадьорості, а також обмірковувати кінець дня та кінець тижня. Це свідчить про рожеву упередженість, яка з часом зростає. Для позитивних емоцій було виявлено, що рефлексія наприкінці дня була сильнішою, ніж середнє значення 2-годинних оцінок того дня; так само рефлексія наприкінці тижня була сильнішою, ніж у середньому наприкінці днів. Але для негативних емоцій не було такої суттєвої різниці ні між усередненим погодинним і добовим рейтингом, ні середнім добовим і тижневим рейтингом.

### Перебільшення як негативних, так і позитивних емоцій
Деякі дослідження виявили докази упередженості до перебільшення негативних хвилювань (відомих як «блакитна» ретроспектива), а також позитивних.
Дослідження 2016 року за участю 179 дорослих відстежувало їхній емоційний стан через рівні проміжки часу протягом 10 днів, після роздумів через один день і знову через 1-2 місяці. Було виявлено, що як для позитивних, так і для негативних вражень сильніші пікові емоції (найсильніший рейтинг за добу) з більшою ймовірністю призведуть до перебільшених спогадів після роздумів. На противагу дослідженню вище, воно не виявило, що цей наслідок посилювався з часом. Він також виявив негативне співвідношення із середнім рейтингом і перебільшеними спогадами; пропонуючи, що ті, хто постійно відчував сильніші емоції, згадують точніше. Ба більше, було виявлено, що екстравертні особистості частіше мають «рожеве» позитивне упередження, тоді як невротичні особистості частіше мають негативне «блакитне» упередження при згадуванні.
У роботі 2021 року вивчалася група зі 120 швейцарських дітей віком близько 12 років, пізніше дослідження повторили на тій самій групі віком близько 15 років. Упродовж тижня діти заповнювали невеличкі емоційні анкети у випадкових місцях упродовж навчального дня. Після цього їх попросили згадати емоції свого тижня в ретроспективі. Зверніть увагу, що їх запитували лише про попередній тиждень: 15-річних підлітків не просили згадати свої емоції у віці 12 років. Було виявлено докази «рожевої» позитивної упередженості для 12-річних дітей. Але це було навпаки для 15-річних підлітків, які натомість показали «блакитне» негативне упередження.
У дослідженні 2003 року було опитано 41 учасника під час відпустки. Учасники прогнозували свої враження перед відпусткою, повідомляли про свої враження під час (на місці) і згадували свої враження після. Справді з'явився рожевий ефект, бо учасники згадували (і передбачали), що їхні позитивні враження були сильнішими, ніж вони були насправді. Проте дослідження також виявило, що спогади про негативні враження пригадуються та передбачаються завзятіше, ніж повідомлялося на той час (як окремий факт, єдиним значущим провісником бажання повторити відпустку були емоції, які згадуються, а не прогнози чи звіти на місці).

### Обмеження
Покладаючись на суб'єктивні оцінки, наведені вище дослідження можуть страждати від тлумачення піддослідних: учасники можуть здогадуватися про мету дослідження та очікувані висновки, несвідомо змінюючи свої відповіді, вважаючи, що вони «мусять» неточно згадувати свої емоції.
Ці дослідження можуть бути також вразливими до упередження вибірки. Дослідження покладаються на невеликі вибірки, які, радше за все, будуть нерепрезентативними для населення в цілому через збіги. Багато зразків різною мірою однорідні, причому учасники часто є відносно молодими, з освітою та вихідцями з Західної Європи. Подібне упередження вибірки може виникнути в тому, як дослідники знаходять учасників. Потенційно ті, хто стикається з проханням приєднатися та продовжувати дослідження, будуть людьми з відносно більшою кількістю вільного часу, кращою освітою, кращим добробутом і доходом тощо. Хоча дослідження докладали різних зусиль, щоб уникнути цього, шляхом забезпечення балансу віку, етнічності, статі тощо.
Ці дослідження зазвичай просили учасників згадати свої емоції лише через кілька днів або тижнів після події. Таким чином, вони мало що можуть передбачити для рожевої ретроспекції в масштабі місяців, років і десятиліть.
Імовірна причина таких висновків може полягати в соціальних і мовних нормах учасників, а не в їхніх справжніх емоціях. Зокрема якщо учасник не може повністю згадати свої емоції, соціальні звичаї можуть схилити його до більш позитивних висловів у спробі відповісти. Хоча це порушує питання про те, чи існують або, чи можна знайти докази такої норми та упередженості.